# Campionato del Mondo Karting
Il Campionato del Mondo Karting è una competizione di kart internazionale, fondata nel 1964 e gestita dalla CIK (International Karting Commission) e dalla FIA (International Automobile Federation). Attualmente l'ex pilota di Formula 1 Felipe Massa, è presidente del campionato.

## Campioni del mondo FIA Karting
| Anno | Pilota                  | Secondo             | Terzo                   | Class                 | Stroke |
| ---- | ----------------------- | ------------------- | ----------------------- | --------------------- | ------ |
| 1964 | Guido Sala              | Ugo Cancellieri     | Oscar Constantini       | Kart                  | 100 cc |
| 1965 | Guido Sala              | Werner Ihle         | Antoine Hezemans        | Kart                  | 100 cc |
| 1966 | Susanna Raganelli       | L. Engeström        | Ronnie Peterson         | Kart                  | 100 cc |
| 1967 | Edgardo Rossi           | François Goldstein  | Giulio Pernigotti       | Kart                  | 100 cc |
| 1968 | Tomas Nilsson           | Giulio Pernigotti   | Mickey Allen            | Kart                  | 100 cc |
| 1969 | François Goldstein      | Mickey Allen        | G. Fletcher             | Kart                  | 100 cc |
| 1970 | François Goldstein      | David Ferris        | Carl-Heinz Peters       | Kart                  | 100 cc |
| 1971 | François Goldstein      | Carl-Heinz Peters   | Mickey Allen            | Kart                  | 100 cc |
| 1972 | François Goldstein      | Helmut Brandhofer   | Mark Steeds             | Kart                  | 100 cc |
| 1973 | Terry Fullerton         | Erik Hagenbuch      | Carl-Heinz Peters       | Kart                  | 100 cc |
| 1974 | Riccardo Patrese        | Eddie Cheever, Jr.  | François Goldstein      | Kart                  | 100 cc |
| 1975 | François Goldstein      | Elio de Angelis     | Alan Lane               | Kart                  | 100 cc |
| 1976 | Felice Rovelli          | Leif Larsson        | Martin Bott             | Kart                  | 100 cc |
| 1977 | Felice Rovelli          | Mickey Allen        | Leif Larsson            | Kart                  | 100 cc |
| 1978 | Lake Speed              | Toni Zoersel        | Lars Forsman            | Kart                  | 100 cc |
| 1979 | Peter Koene             | Ayrton Senna        | Harm Schurmann          | Kart                  | 100 cc |
| 1980 | Peter De Bruijn         | Ayrton Senna        | Terry Fullerton         | Kart                  | 100 cc |
| 1981 | Mike Wilson             | Lars Forsman        | Ruggero Melgrati        | Formula K (FK)        | 135 cc |
| 1982 | Mike Wilson             | Lars Forsman        | Thomas Danielsson       | Formula K (FK)        | 135 cc |
| 1983 | Mike Wilson             | Lars Forsman        | Marc Boulineau          | Formula K (FK)        | 135 cc |
| 1984 | Jorn Haase              | Giuseppe Bugatti    | Lars Forsman            | Formula K (FK)        | 135 cc |
| 1985 | Mike Wilson             | Giuseppe Bugatti    | Jörn Haase              | Formula K (FK)        | 135 cc |
| 1986 | Augusto Ribas           | Ken Kroeger         | Jason Kennedy           | Formula K (FK)        | 135 cc |
| 1987 | Giampiero Simoni        | Tom Kristensen      | Maurizio Mediani        | Formula K (FK)        | 135 cc |
| 1988 | Mike Wilson             | Giampiero Simoni    | Maurizio Mediani        | Formula K (FK)        | 135 cc |
| 1989 | Mike Wilson             | Fabrizio de Simone  | Marc Goossens           | Formula K (FK)        | 135 cc |
| 1990 | Jan Magnussen           | Fabrizio de Simone  | Alain Corbiau           | Formula K (FK)        | 100 cc |
| 1991 | Jarno Trulli            | Massimiliano Orsini | Kenneth Kristensen      | Formula K (FK)        | 100 cc |
| 1992 | Danilo Rossi            | Alessandro Manetti  | Max Busslinger          | Formula K (FK)        | 100 cc |
| 1993 | Nicola Gianniberti      | Jarno Trulli        | Massimiliano Orsini     | Formula Super A (FSA) | 100 cc |
| 1994 | Alessandro Manetti      | Guy de Nies         | Daniele Parrilla        | Formula Super A (FSA) | 100 cc |
| 1995 | Max Orsini              | Davide Forè         | Johnny Mislijevic       | Formula Super A (FSA) | 100 cc |
| 1996 | Johnny Mislijevic       | Takao Matsuya       | Alessandro Manetti      | Formula Super A (FSA) | 100 cc |
| 1997 | Danilo Rossi            | Alessandro Manetti  | Giorgio Pantano         | Formula Super A (FSA) | 100 cc |
| 1998 | Davide Forè             | Massimiliano Orsini | Sauro Cesetti           | Formula Super A (FSA) | 100 cc |
| 1999 | Danilo Rossi            | Ronnie Quintarelli  | Giorgio Pantano         | Formula Super A (FSA) | 100 cc |
| 2000 | Davide Forè             | Franck Perera       | Heikki Kovalainen       | Formula Super A (FSA) | 100 cc |
| 2001 | Vitantonio Liuzzi       | Sauro Cesetti       | Davide Forè             | Formula Super A (FSA) | 100 cc |
| 2002 | Giedo van der Garde     | Ronnie Quintarelli  | Davide Forè             | Formula Super A (FSA) | 100 cc |
| 2003 | Wade Cunningham         | Arnaud Kozlinski    | Ben Hanley              | Formula A (FA)        | 100 cc |
| 2004 | Davide Forè             | Arnaud Kozlinski    | Bas Lammers             | Formula A (FA)        | 100 cc |
| 2005 | Oliver Oakes            | Jon Lancaster       | Davide Forè             | Formula A (FA)        | 100 cc |
| 2006 | Davide Forè             | Michael Christensen | Sauro Cesetti           | Formula A (FA)        | 100 cc |
| 2007 | Marco Ardigò            | Gary Catt           | Nikolaj Bollingtoft     | KF1                   | 125 cc |
| 2008 | Marco Ardigò            | Libor Toman         | Gary Catt               | KF1                   | 125 cc |
| 2009 | Arnaud Kozlinski        | Aaro Vainio         | Ben Hanley              | Super KF (SKF)        | 125 cc |
| 2010 | Nyck de Vries           | Jordan Chamberlain  | Nicolaj Møller Madsen   | KF2                   | 125 cc |
| 2011 | Nyck de Vries           | Alexander Albon     | Flavio Camponeschi      | KF1                   | 125 cc |
| 2012 | Flavio Camponeschi      | Tom Joyner          | Felice Tiene            | KF1                   | 125 cc |
| 2013 | Tom Joyner              | Ben Hanley          | Max Verstappen          | KF                    | 125 cc |
| 2014 | Andrea R. Rovarini      | Nikita Mazepin      | Jehan Daruvala          | KF                    | 125 cc |
| 2015 | Karol Basz              | Jordon Lennox-Lamb  | Nicklas Nielsen         | KF                    | 125 cc |
| 2016 | Pedro Hiltbrand Aguilar | Karol Basz          | Felice Tiene            | OK                    | 125 cc |
| 2017 | Andrea R. Rovarini      | David Vidales       | Andrea Cavigioli        | OK                    | 125 cc |
| 2018 | Lorenzo Travisanutto    | Hannes Janker       | Luigi Coluccio          | OK                    | 125 cc |
| 2019 | Lorenzo Travisanutto    | Taylor Barnard      | Harry Thompson          | OK                    | 125 cc |
| 2020 | Freddie Slater          | Joe Turney          | Pedro Hiltbrand Aguilar | OK                    | 125 cc |
| 2021 | Tuukka Taponen          | Luigi Coluccio      | Arvid Lindblad          | OK                    | 125 cc |
| 2022 | Matheus Morgatto        | Tuukka Taponen      | Oscar Pedersen          | OK                    | 125 cc |
| 2023 | Kirill Kutskov          | René Lammers        | Kean Nakamura-Berta     | OK                    | 125 cc |
| 2024 | Ethan Jeff-Hall         | Joe Turney          | Matthew Higgins         | OK                    | 125 cc |